# Липучник похилений
Липучник похилений (Hackelia deflexa) — вид квіткових рослин родини шорстколистих (Boraginaceae).

## Біоморфологічна характеристика
Це однорічна рослина 20–100 см заввишки, відстовбурчено-жорстко-волосиста, зі стрижневим коренем. Стебла дуже розгалужені, густо залистнені. Листки довгасто-ланцетні, цілокраї, до 12 см завдовжки, сидячі чи звужені в коротку ніжку. Квітки на довгих, при плодах пониклих квітконіжках, досить дрібні, зібрані на кінці нещільні й односторонні суцвіття. Чашечка біля основи 5-роздільна, її частки тупуваті. Віночок блідо-блакитний, 3–8 мм у діаметрі, з короткою трубкою. Горішків 4, дрібно-зубчасті (ці зубці дозволяють горішку прилипати до шерсті тварин і людського одягу, таким способом дозволяючи насінню транспортуватися), 3–5 мм завдовжки, коричневі, сплюснуті. 2n=24.

## Поширення
Європа (Австрія, Чехія, Словаччина, Росія, Фінляндія, Франція, Німеччина, Італія, Казахстан, Румунія, Іспанія, Швеція, Швейцарія, Україна), Азія (Японія, Казахстан, Киргизстан, Корея, Росія, Внутрішня Монголія), Північна Америка (Канада, США).
В Україні вид зростає у затінених кам'янистих місцях — дуже рідко в Опільських лісах (Тернопільська обл., ок. м. Кременця), 3. Полісся (ок. м. Житомира) та Лісостепу (Хмельницька та Кіровоградська області).